# 蔡良承
蔡良承（1917年8月—1998年1月12日），男，山西昔阳人，中华人民共和国政治人物，曾任福州市革命委员会主任，福建省人大常委会副主任，第五届全国政协委员。